# DB Fernverkehr
DB Fernverkehr AG er et datterselskab til Deutsche Bahn, der varetager langdistance passagertog i Tyskland.
De driver følgende togtyper:
- Intercity-Express (ICE)
- Intercity (IC)
- EuroCity (EC) → mest i samarbejde med SBB, ÖBB og ČD
- EuroCity-Express (ECE) → på Frankfurt–Milano ruten i samarbejde med SBB og Trenitalia

De har ca. 1.300 daglige tog (2010).